# Leo Kalervo
Leo Kalervo, född 27 september 1924 i Laukas, död 22 juni 2011, var en finländsk författare.
Kalervo växte upp på den mellanfinländska landsbygden, var på 1950-talet lagerarbetare i Helsingfors och blev därefter fri författare. Han var en av den moderna finska litteraturens främsta skildrare av landsbygden och dess omvandling under decennierna efter andra världskriget. Han debuterade 1957 och fick sitt genombrott 1958 med romanen Pyörille rakennettu; senare utkom bland annat romanerna Kiinnitys menneeseen (1967), Tuppisuu suomalainen (1969) och Maa kuuntelee sinua (1977) samt de självbiografiska verken Itseäni jäljittämässä (1981) och Ajan kanssa silmäkkäin: muistiinmerkintöjä kahdelta vuosikymmeneltä (1996). Han skrev även hörspel, några skådespel med mera.